# Stefan Meyer (Politiker)
Stefan Meyer (* 29. Dezember 1984 in Vilshofen an der Donau) ist ein deutscher Politiker (CSU). Er ist seit 2023 Mitglied des Bayerischen Landtags.

## Leben
Stefan Meier ist eines von drei Kindern von Franz Meyer, der ebenfalls bei der CSU politisch aktiv war.
Von 2001 bis 2004 absolvierte Meyer eine Ausbildung zum Bankkaufmann an der Volksbank Vilshofen. Meyer ist als Bankbetriebswirt in Bayern tätig. Seit 2014 ist Meyer Stadtrat in Vilshofen an der Donau. Seit 2019 ist Meyer stellvertretender Kreisvorsitzender.  Seit 30. Oktober 2023 ist Meyer Abgeordneter im Landtag Bayern.